# Hainspitz
Hainspitz est une commune allemande de l'arrondissement de Saale-Holzland, Land de Thuringe.

## Géographie
La commune regroupe les villages de Kirchdorf, Seedorf et Norddorf/Gewerbegebiet.
| Rauschwitz |            | Petersberg |
| Serba      | Hainspitz  | Eisenberg  |
|            | Weißenborn |            |

Le territoire de la commune est traversé par la Bundesstraße 7 et la Bundesautobahn 9 (l'échangeur de Hermsdorf se trouve à Eisenberg).

## Histoire
Hainspitz est mentionné pour la première fois en 1259, mais on estime que le village est fondé par les Sorabes vers 900.
Pendant la guerre de Trente Ans, le village est en 1636 presque complètement incendié par les Suédois.

## Personnalités liées à la commune
- Rolf Martin (1922-1999), général de l'armée est-allemande

## Source de la traduction
- (de) Cet article est partiellement ou en totalité issu de l’article de Wikipédia en allemand intitulé « Hainspitz » (voir la liste des auteurs).